# Pensa ai fatti tuoi/Le rififi
Pensa ai fatti tuoi/Le rififi è un singolo di Fred Buscaglione e i suoi Asternovas, pubblicato nel 1956.

## I brani
Pensa ai fatti tuoi venne inserito nel primo album Fred Buscaglione e i suoi Asternovas, mentre Le rififi nel successivo Fred Buscaglione e i suoi Asternovas II, sempre dello stesso anno.

## Tracce
Lato A
1. Pensa ai fatti tuoi (testo: Chiosso - musica: Buscaglione)

Lato B
1. Le rififi (Gerard)